# 斯梅德利·巴特勒
斯梅德利·达灵顿·巴特勒（英語：Smedley Darlington Butler，1881年6月30日—1940年6月21日）是美国海军陆战队少将（当时陆战队的最高军衔）。逝世时是美国海军陆战队历史上最有名望的人。服役34年，随海军陆战队参加了对菲律宾、中国、中美与加勒比“香蕉共和国”的无数次小规模战争以及在法国的世界大战。包括：1898年镇压菲律宾独立；1900年八国联军镇压义和团；1903年、1907年、1911年、1912年、1919年、1924年和1925年入侵洪都拉斯；1906年、1912年和1917年入侵古巴；1907年、1910年和1912年入侵尼加拉瓜；1903年、1914年和1916年入侵多明尼加共和国；1914年入侵海地；1908年、1912年、1918年、1921年和1925年入侵巴拿马；1914年入侵墨西哥；1920年入侵危地马拉。公开标榜自己是"资本主义的匪徒"。1931年10月1日退役后成为反战反大资本的社会活动家，1934年公开揭露了企图煽动美国军队与50万退伍军人推翻富兰克林·罗斯福总统的华尔街商人政变。
巴特勒在1935年出版的影响深远的著作《战争是一场骗局：拥有最多荣誉的美国士兵的反战经典》（War is a Racket: The Antiwar Classic by America's Most Decorated Soldier）中写道：

作为这个国家机动性最强的部队——海军陆战队中的一员，我在这里服役了33年零4个月。我从少尉做起，一步步升至少将。在那段岁月里，我基本上都在为大财团、为华尔街、为那些银行家们提供最坚定可靠的支持和护卫。简而言之，我一直为资本家敲诈勒索、巧取豪夺。1914年，我进犯墨西哥，特别是占领了其港口城市坦皮科，保卫了美国石油公司的利益。我让全国城市银行家们可以在海地和古巴堂而皇之地大把捞钱。为了华尔街的利益，我帮忙收拾了十几个个中美洲共和国。类似的事情比比皆是。1909～1912年间，我为布朗兄弟的国际银行在尼加拉瓜投资扫清了障碍。1916年我为美国在多米尼加的制糖生意开辟了投资环境。1903年，为了美国联合果品公司的利益，我又摆平了洪都拉斯。1927年，在中国，我保证了标准石油公司畅通无阻的做他们想做的事情。那些年里，说实话，我就是个十足的骗子。现在回想起来，我应该早点给黑帮头子艾尔·卡彭点建议。他最厉害的不过是在3个街区寻衅滋事。而我的足迹却遍布3个大洲。

服役生涯荣获16枚勋章，其中5次是因其英雄主义行为。是19位两次荣获荣誉勋章的人之一；3位两次荣获海军陆战队荣誉勋章的人之一。

## 早年
斯梅德利·达林顿·巴特勒于1881年7月30日出生在宾夕法尼亚州的西切斯特，是三个儿子中的长子。他的父母托马斯和莫德（née Darlington）巴特勒是当地贵格会家庭的后裔。他的父母都有完全的英国血统，他们都从17世纪开始就在现在的美国。
他的父亲是一名律师、法官，后来在哈丁和柯立芝政府期间，当了31年的国会议员和众议院海军事务委员会主席。
斯梅德利在海军陆战队事业上的成功也得益于他父亲担任控制海军陆战队人力和预算的国会席位的时候，他的外祖父是1887年至1891年的共和党国会议员斯梅德利·达林顿。
巴特勒就读于西切斯特朋友分级中学（West Chester Friends Graded High School），之后又进入了哈弗福德学校（The Haverford School），这是一所深受费城上层家庭儿子欢迎的中学，他是哈弗福德的运动员，成为了学校棒球队的队长和橄榄球队的四分卫。
他违背了父亲的意愿，他在17岁生日前38天离校，在美西战争期间应征入伍参加海军陆战队。
尽管如此，哈弗福德还是在1898年6月6日，也就是他最后一年结束前获得了他的高中毕业证书。
他的成绩单上写着，他"以学分"完成了科学课程。

## 军事生涯

### 美西战争
在1898年的对西班牙战争热潮中，巴特勒谎报了自己的年龄，直接获得了海军陆战队少尉的任职，他在华盛顿特区的海军陆战队军营接受训练，军营位于东南8街和I街的拐角处。1898年7月，他前往古巴关塔那摩湾，在关塔那摩湾被入侵和占领后不久就到达了。他的连队很快就回到了美国，经过短暂的休整，他被分配到 "纽约号 "装甲巡洋舰上工作了4个月。
1899年2月，他回国被征召退役，但在1899年4月8日，他又复员接受了海军陆战队一級中尉的任命。

### 马尼拉
海军陆战队将他派往菲律宾马尼拉。 在驻军执勤时，由于没有什么事情可做，巴特勒转而酗酒解闷。
有一次，他喝醉了，在房间里发生了一起不明原因的事件，被暂时解除了指挥权。
1899年10月，他第一次参加战斗，率领300名海军陆战队员从新菲律宾共和国的菲律宾军队手中夺取诺韦莱塔镇。在攻击的最初时刻，他的大中士受伤了。巴特勒短暂地惊慌失措，但很快就恢复了冷静，带领他的海军陆战队追击逃跑的敌人中午时分，海军陆战队驱散了当地的守军，占领了该镇。一名陆战队员战死，十名陆战队员受伤。另有50名海军陆战队员因热带潮湿炎热而失能。
经过这次战斗的刺激，驻军值班又成了例行公事。巴特勒做了一个很大的 "鹰"、"球 "和 "锚 "的纹身，这个纹身从他的喉咙开始一直延伸到腰部。
他还认识了Littleton Waller，一个与他保持了终生友谊的海军陆战队员。
当Waller在关岛得到一个连的指挥权时，他被允许选择5名军官带在身边。他选择了巴特勒。
在他们出发之前，他们的命令被改变了，他们被派到中国的 "索拉斯 "号上，帮助镇压义和团。

## 1900年八国联军入侵北京
到中国后，巴特勒最初被部署在天津。他参加了1900年7月13日的天津战役，以及随后的盖斯利远征，期间他看到有日军士兵的尸体遭到残忍破坏。
战事中，他曾看到另一名海军陆战队军官受伤倒地时，他爬出战壕去救，结果巴特勒本人大腿中弹。
另一名陆战队员帮助他到了安全地带，但也中弹了。
尽管腿部受伤，巴特勒还是协助受伤的军官到后方。
在这次战斗中，有四名士兵将获得荣誉勋章。巴特勒的指挥官Littleton W.T.Waller少校亲自表扬了他，并写道："为了得到你认为合适的奖励，以下军官：Smedley D.Butler中尉。斯梅德利-D-巴特勒中尉 在这一周的战斗中出色地控制了他的部下——因为他冒着生命危险在非常猛烈的火力下救了一名伤员"
当时授勋军官没有资格获得荣誉勋章，而巴特勒在19岁生日前两周在医院康复期间获得了晋升上尉的机会。
当1921年海军陆战队布雷维特勋章创立时，他是首批获得该勋章的20名海军陆战队员之一。褒奖文如下。
海军部长很高兴向美国海军陆战队斯梅德利-达林顿-巴特勒中尉转交根据海军陆战队第26号命令（1921年）颁发的布雷维特勋章，以表彰他在1900年7月13日在中国天津附近的海军陆战队第二营服役时，在敌人面前的杰出行为和公共服务。1901年3月28日，巴特勒中尉被任命为上尉，从1900年7月13日开始授衔[13]。

### 香蕉战争
巴特勒参加了美国在中美洲和加勒比地区的一系列入侵、和干预行动，这些行动通常被称为 "香蕉战争"，因为他们的目标是保护美国在该地区的商业利益，特别是联合水果公司的利益。
该公司在整个加勒比海、中美洲和南美洲北部地区的香蕉、烟草、甘蔗和其他产品的生产中拥有重要的经济利益。
美国还试图将该地区收为自己独占的势力范围，特别是对巴拿马运河的控制来保护自己的政治利益。
这些干预始于1898年的西班牙-美国战争，终于1934年从海地撤军和富兰克林-罗斯福总统的睦邻政策。
退休后，巴特勒成为一个直言不讳的批评者，他批评了这一时期美国企业和华尔街银行家绑架美国外交政策。

#### 洪都拉斯
1903年，巴特勒被派驻波多黎各的库莱布拉岛。听闻洪都拉斯发生叛乱的传闻，美国政府命令他的部队和一支海军分队驶往西边1500英里（2414公里）的洪都拉斯，保卫那里的美国领事馆。巴特勒和几百名海军陆战队员利用一艘征召并命名为"黑豹"号的香蕉船，在港口城市科尔特斯港登陆。在一封回家的信中，他描述了这次行动：他们 "准备登陆并射杀所有破坏和平的人和一切东西"，但登陆后却只发现了一个安静的小镇。海军陆战队重新登上"黑豹 "号，继续沿着海岸线前进，在几个城镇寻找叛军，但没有发现。
然而，当他们到达特鲁希略时，却听到了枪声，并看到了一场正在进行的战斗，在当地的一个堡垒里，名为"Bonillista "的叛军和洪都拉斯政府军士兵之间已经进行了55个小时。看到海军陆战队的身影，战斗停止了，巴特勒率领海军陆战队分队来到美国领事馆，在那里他发现裹着美国国旗的领事躲在楼梁间。当海军陆战队员带着惊慌失措的领事离开这里后，战斗又开始了，Bonillista叛军很快就控制了政府。
在这次远征中，巴特勒赢得了他的第一个绰号"老红眼"。这是因为他那双发热的、充满血丝的眼睛—他当时正患着某种不知名的热带热病，这使他那充满穿透力的、好战的目光更加突出。

### 结婚
洪都拉斯战役结束后，巴特勒回到了费城。1905年6月30日，他在新泽西州湾头与费城的埃塞尔-康威-彼得斯（Ethel Conway Peters）结婚，她是土木工程师和铁路主管理查德-彼得斯（Richard Peters）的女儿。婚礼上他的伴郎是他以前远征北京时候的指挥官利特尔顿-沃勒中校。巴特勒夫妇最终有三个孩子：一个女儿埃塞尔-彼得斯-巴特勒（John Wehle夫人），两个儿子小史沫特莱-达林顿和托马斯-理查德。
巴特勒随后来被派往菲律宾执行驻军任务，有一次他在与世隔绝的前哨站口粮耗尽后，在苏比克湾的暴风雨中被迫荒野求生。
1908年，他被诊断为神经衰弱，并获得9个月的病假，在家中度过。
他在西弗吉尼亚州管理了一个煤矿十分成功，但一有机会就回到海军陆战队服现役。

#### 尼加拉瓜
从1909年到1912年，巴特勒在尼加拉瓜执行任务。他带着104华氏度的高烧，率领他的营去解救一个被叛军围困的城市格拉纳达。1909年12月，他在巴拿马地峡指挥海军陆战队第一团第3营。1912年8月11日，他被临时派去指挥一个远征营，他率领的远征营参加了1912年9月19日的马萨亚战役，以及1912年10月对尼加拉瓜科约特佩山的轰炸、攻击和占领。他在尼加拉瓜一直待到1912年11月，在巴拿马埃利奥特营重新加入海军陆战队第一团第3营的海军陆战队。

### 第一次世界大战
第一次世界大战期间，巴特勒很失望没有被派到西线的作战指挥部。他多次请求派驻法国，给他的私人朋友温德尔-库欣-内维尔写信。虽然巴特勒的上级认为他勇敢而出色，但却说他 "不可靠"。
1918年10月，年仅37岁的他被提升为准将，并被安排指挥位于法国布列斯特的庞塔尼森营地，这是一个向战场输送美国远征军部队的登岸仓库。营地一直不卫生，人满为患，组织混乱。美国陆军部长牛顿-贝克派小说家玛丽-罗伯茨-里纳哈特来报告营地的情况。她后来描述了巴特勒是如何解决卫生问题的。他首先解决了泥浆的问题。"帐篷下面的地面除了泥巴什么都没有，所以他从布列斯特的码头搜罗了战壕不再需要的鸭板，自己把第一块鸭板运上那座四英里长的小山，运到营地，从而为士兵们提供了一些保护，让他们睡在上面。"约翰-J-佩辛将军授权为部队制作鸭板肩章。这为巴特勒赢得了另一个绰号 "老鸭板"。由于他的模范服务，他同时获得了陆军杰出服务奖章和海军杰出服务奖章以及法国黑星勋章，陆军杰出服务奖章的引文中写道："。
美国总统根据1918年7月9日国会法案的授权，很高兴将陆军杰出服务奖章授予美国海军陆战队的斯梅德利-达林顿-巴特勒准将，以表彰他在第一次世界大战期间，在承担重大责任的任务中，为美国政府做出的特别功勋和杰出的服务。 巴特勒准将以其能力和精力指挥着位于布列斯特的庞坦森营地，在这期间，该营地已经发展成为世界上最大的登船营地。在监督大量通过这个营地的官兵的接待、娱乐和离去等方面，他面临着非同寻常的问题，他以显著的成功解决了所有问题，为美国远征军提供了最高规格的服务。
海军杰出服务奖章的引文：
```
美国总统很高兴将海军杰出服务奖章颁发给美国海军陆战队的斯梅德利-达林顿-巴特勒准将，以表彰他在第一次世界大战期间在法国的杰出功勋。他以能力和精力指挥着位于布列斯特的庞塔内森营，期间该营已发展成为世界上最大的登船营。在监督大量官兵通过营地的接待、娱乐和离营方面，面临着非同寻常的问题，他都以显著的成功解决了，为美国远征军提供了最高级的服务。
```

### Quantico基地
战后，他成为弗吉尼亚州海军陆战队基地匡提科海軍陸戰隊基地（Quantico）的海军陆战队营房指挥官。在匡蒂科，他将战时的训练营转变为海军陆战队的永久性驻地。他指挥着匡蒂科营房的发展，直到它成为军团的"秀场"。巴特勒带着他的数千名士兵进行长距离的野战行军，其中许多人是他从前线带领到葛底斯堡和其他内战战地，在那里，他们在一群杰出的观众面前进行大规模的重演，从而赢得了全国性的关注。
1921年在弗吉尼亚州西部的一次训练中，当地的一个农民告诉他，石牆傑克森的手臂就埋在附近，他回答说："Bosh! 我将带一个班的海军陆战队员去挖出那个地方，证明你是错的!"。 巴特勒在一个盒子里找到了那条手臂。后来他把木箱换成了金属箱，并把这只手臂重新埋了起来。他在花岗岩纪念碑上留下了一块牌子，标明了杰克逊手臂的埋葬地点；牌子已经不在纪念碑上了，但可以在钱塞洛斯维尔战场游客中心看到。

### 1927-1929年统兵天津
1927年3月北伐军驱逐北洋军阀后控制了南京市，随后发生了南京事件。随着“二次北伐”的局势，列强纷纷出兵平津以弹压局势、保护使领馆与外侨及教民、稳定北洋的后方，军队总人数达12 000人。美国在天津进驻旅级的海军陆战队中国远征军 (美国驻华海军陆战队)，兵力超4000人，由斯梅德利·巴特勒准将任司令官，装备了大量的装甲车、野榴炮、越野卡车、甚至配备了20架作战飞机。除此之外，巴特勒准将还统一指挥常年驻扎天津的美国陆军第15步兵团、驻北京专职守卫美国公使馆与教堂教区的兵力600余人的海军陆战队特遣队。
1931年，巴特勒违反外交纪律，公开讲述关于贝尼托·墨索里尼的流言，称这位独裁者在一次肇事逃逸的事故中用他那辆超速行驶的汽车撞死了一名儿童。意大利政府提出抗议，强烈不喜欢巴特勒的胡佛总统迫使海军部长查尔斯-弗朗西斯-亚当斯三世将他送上军事法庭。巴特勒成为内战以来第一个被逮捕的将领。他向亚当斯部长道歉，军事法庭没有继续追责。

### 荣誉退休

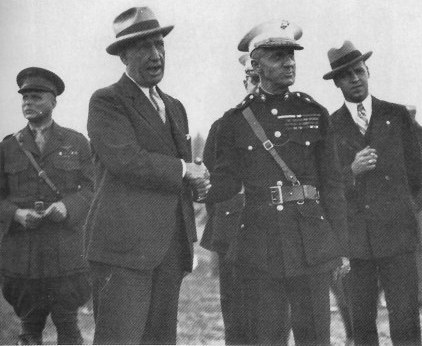
巴特勒少將在他的退役儀式上。

當海軍陸戰隊司令溫德爾·C·內維爾少將於 1930 年 7 月 8 日去世時，當時海軍陸戰隊高級少將巴特勒是該職位的候選人。  儘管他得到了軍團內外許多人的大力支持，包括約翰·勒瓊(John A. Lejeune)和約瑟夫斯·丹尼爾斯，但其他兩位海軍陸戰隊將軍也得到了認真考慮——本·H·富勒(Ben Hebard Fuller)和小約翰·H·拉塞爾(John H. Russell Jr.)。勒瓊和其他人向赫伯特·胡佛總統請願，獲得了支持 在參議院，海軍部長查爾斯·亞當斯的辦公桌上堆滿了 2,500 多封支持信。然而，隨著他有影響力的父親最近去世，巴特勒失去了文職上司的大部分保護。 他與費城市長發生爭執的直言不諱、他的上級在反對巴特勒被派往西線時提到的“不可靠”，以及他對貝尼托·墨索里尼的評論再次浮出水面。 最終，指揮官的位置落到了富勒手中，他的服役年限比巴特勒長，而且被認為爭議較小。 巴特勒於 1931 年 10 月 1 日要求退休並退役。

## 退伍生活

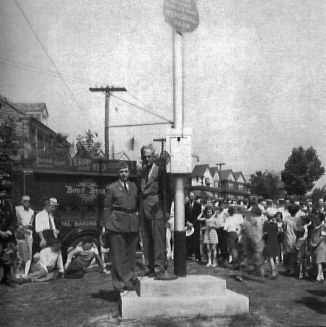
斯梅德利·巴特勒 (Smedley Butler) 在他 1930 年代退休後的眾多演講活動之一。

甚至在從軍團退役之前，巴特勒就開始發展他的軍團後職業生涯。 1931 年 5 月，他參加了俄勒岡州州長 Julius L. Meier 成立的委員會，該委員會為俄勒岡州警察局奠定了基礎。  他開始在活動和會議上演講，1931 年從海軍陸戰隊退役後，他全職從事此工作。 他將利潤豐厚的巡迴演講所得的大部分收入捐給了費城失業救濟金。 他遊歷了美國西部，發表了 60 場演講，然後返回參加他的女兒與海軍陸戰隊飛行員約翰·韋勒中尉的婚禮。 她的婚禮是他離開海軍陸戰隊後唯一一次穿藍色制服。

## 过世

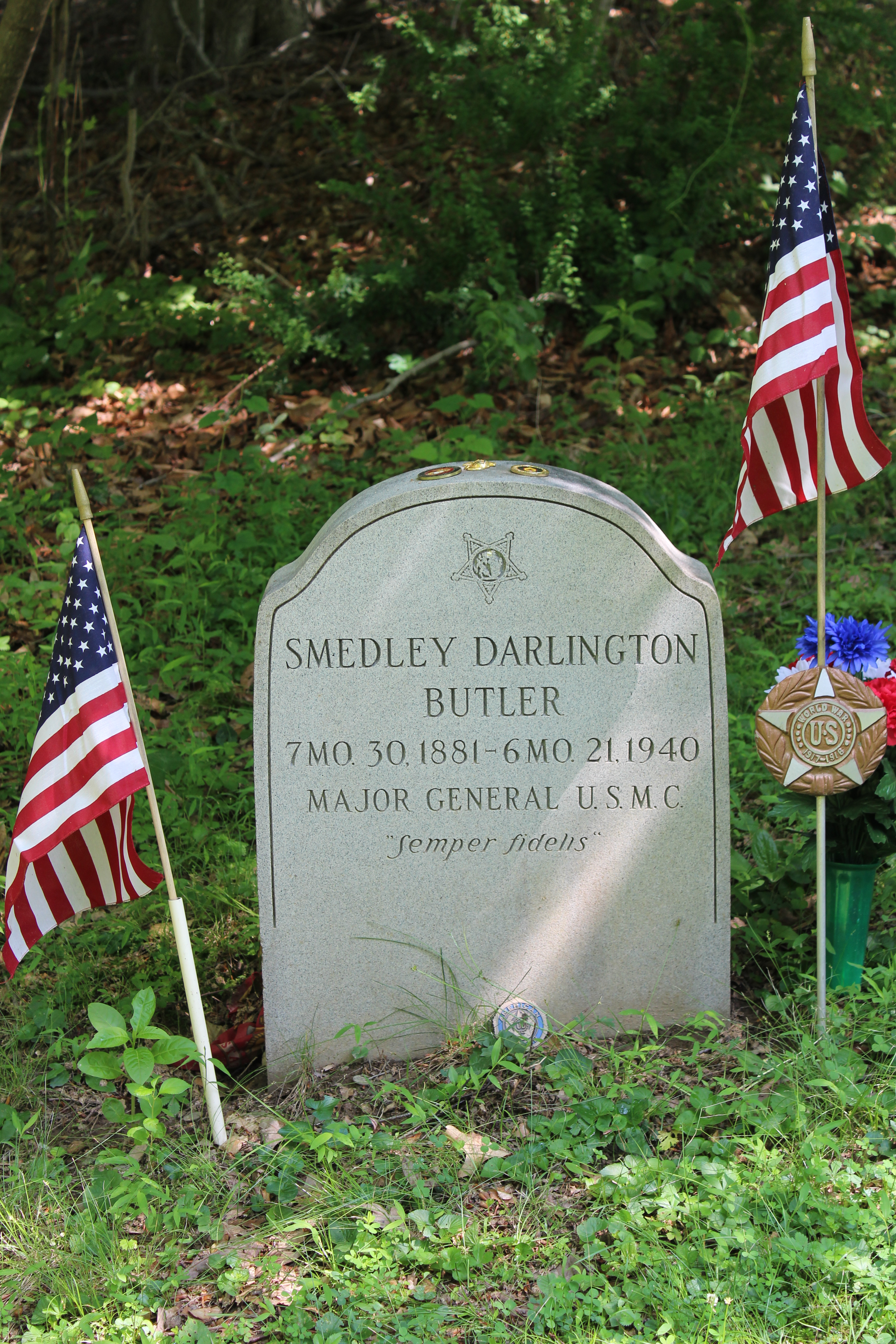
奥克兰公墓中斯梅德利·巴特勒的墓碑

退休后，巴特勒在宾夕法尼亚州的新镇广场（Newton Square）买了一套房子，与妻子住在一起。
1940年6月，他在几周前生病后自己住进了医院。医生描述他的病是上消化道的不治之症，可能是癌症。
他的家人一直陪在他身边，甚至把他的新车开来，让他能从窗户里看到它。他一直没有机会开它。1940年6月21日，斯梅德利-巴特勒在费城海军医院去世。
葬礼在他的家中举行，参加葬礼的有亲朋好友以及一些政治家、费城警察部队成员和海军陆战队军官。
他被安葬在宾夕法尼亚州西戈森镇的奥克兰公墓。自1940年去世后，他的家人一直将他的家维持在他去世时的样子，包括他在不同的职业生涯中收集的大量纪念品。

## 纪念
- 美国海军陆战队冲绳巴特勒兵营
- 1922年10月14日，巴特勒准将签署命令，一只名叫“吉格斯”的英格兰斗牛犬以列兵军衔开始服役，成为海军陆战队的第一个官方吉祥物。3个月后晋升下士军衔，1924年元旦晋升中士，7个月后再次晋升为军士长。1927年1月9日，“吉格斯”军士长去世并被以全副军礼安葬。[10]2014年，只有14周大的英格兰斗牛犬“斯梅德利·巴特勒”成为圣迭戈海军陆战队新兵招募站的新一代吉祥物。[11]

## 出版著作
- Butler, Smedley; Burks, Arthur J. . Philadelphia: Dorrance. 1927. OCLC 3595275.
- ——; de Ronde, Philip. . 1935. OCLC 480786605.
- ——. . 1934.
- ——; Venzon, Anne Cipriano. . OCLC 10958085.
- ——; Murphy, William R. . OCLC 53437731.
- ——; Venzon, Anne Cipriano. . Praeger. 1992  [October 14, 2007]. ISBN 0-275-94141-8.
- ——. . American Marines in China. July 1929. OCLC 479642987.
- ——. . New York: Farrar & Rinehart. 1933. ISBN 0-940328-01-1. OCLC 219896546.
- ——; Lejeune, John Archer; Miller, J. Michael. . Marine Corps Research Center. 2002.
- ——. . Los Angeles: Feral House. 2003 [1935]. ISBN 0-922915-86-5.

## 进一步阅读
- . United States Marine Corps.   [January 28, 2010]. （原始内容存档于2010年2月12日）.
- . Dictionary of American Biography, Supplements 1–2: to 1940.
- Hoffman, Jon T. Muschett, James O. (Project) , 编. . Crumley, Beth L. (Illustration Editor), Charles J. Ziga (Design) Beaux Arts. Printed in China: Hugh Lauter Levin Associates, Inc. December 6, 2007: 135, 146–9, 151, 154–5, 165–6, 216–7 [2002]. ISBN 0-88363-617-4.
- McFall, J. Arthur. . Military History. February 2003, 19 (6): 16.
- Sweetman, Jack. . Naval Institute Press, Annapolis, MD. 1968.